# Hémisphère Cerberus
 (novembre 2023).

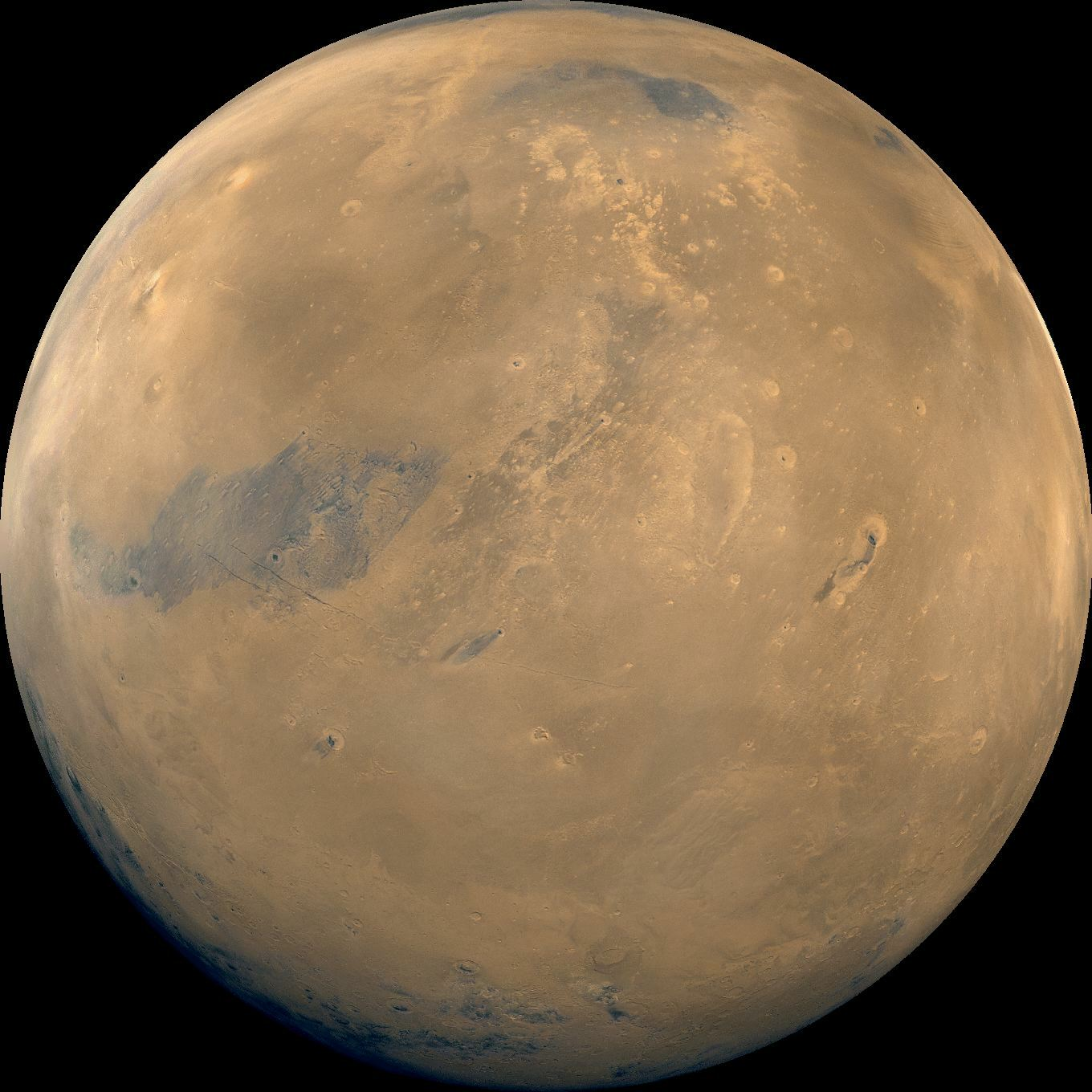
Hémisphère Cerberus

Dans le cadre de la géographie de la planète Mars, l’hémisphère de Cerberus désigne de façon informelle l'hémisphère visible depuis l'espace quand Cerberus (en) se trouve au centre du disque de Mars.